# L'ospite (film 1993)
L'ospite (titolo originale: Berlin in Berlin) è un film tedesco-turco del 1993 diretto da Sinan Çetin.

## Trama
Thomas, un giovane ingegnere tedesco, inizia a fotografare di nascosto una donna bellissima di origine turca. Poco dopo viene scoperto dal marito e ne nasce una colluttazione nella quale ha la peggio il marito della donna. Con il peso sulla coscienza, Thomas ritorna nel quartiere turco e tenta di avvicinare la donna per scusarsi, ma viene braccato immediatamente dai parenti della vittima. Thomas allora fugge e si rintana proprio nell'appartamento dove vive questa famiglia turca. In questa famiglia turca, fortemente islamica tradizionalista, vige l'usanza dell'ospite, il quale deve essere trattato con dignità e non può essere toccato.